# كارولين غيران
كارولين غيران (بالفرنسية: Caroline Guérin )‏ (و. 1983 – م) هي ممثلة، وممثلة أفلام، من فرنسا.

## وصلات خارجية
- كارولين غيران على موقع IMDb (الإنجليزية)
- كارولين غيران على موقع ألو سيني (الفرنسية)
- كارولين غيران على موقع قاعدة بيانات الفيلم (الإنجليزية)
- كارولين غيران على موقع كينوبويسك (الروسية)